# Rindera korshinskyi
Rindera korshinskyi är en strävbladig växtart som först beskrevs av Vladimir Ippolitovich Lipsky, och fick sitt nu gällande namn av O. och B. Fedtsch. Rindera korshinskyi ingår i släktet Rindera och familjen strävbladiga växter. Inga underarter finns listade i Catalogue of Life.